# Kết quả chi tiết giải bóng đá nữ vô địch quốc gia 2014
Kết quả chi tiết giải bóng đá nữ vô địch quốc gia 2014 (Tên chính thức là Giải bóng đá nữ vô địch Quốc gia - Cúp Thái Sơn Bắc 2014, đặt tên theo nhà tài trợ) là kết quả chi tiết giải đấu bóng đá lần thứ 17 của Giải vô địch bóng đá nữ Việt Nam do VFF tổ chức và Công ty TNHH thiết bị điện Thái Sơn Bắc tài trợ.

## Kết quả chi tiết
Giải Bóng đá nữ Vô địch Quốc gia - Thái Sơn Bắc 2014 với sự tham dự của 06 đội bóng là: ĐKVĐ Hà Nội I, Á quân TP.HCM, Phong Phú Hà Nam, Than Khoáng sản Việt Nam, Thái Nguyên và Hà Nội II. Các đội bóng sẽ thi đấu theo thể thức vòng tròn 2 lượt để tính điểm xếp hạng. Các trận lượt đi sẽ diễn ra từ ngày 20/2 đến ngày 7/3/2014 tại sân vận động Thống Nhất (TP.Hồ Chí Minh); lượt về từ ngày 18/7 đến 2/8/2014 tại Sân vận động Nha Trang (tỉnh Khánh Hòa).

### Vòng 1
| Hà Nội II             | 1–4      | Hà Nội I |
| --------------------- | -------- | --- |
| Thái Thị Thảo (9) 26' | Chi tiết | Nguyễn Thị Huế (9) 14' · Nguyễn Thị Kim Tiến (16) 21' · Hoàng Thị Loan (2) 30' (ph.l.n) · Lê Thị Thủy (18) 78' |

| Thành phố Hồ Chí Minh                                                         | 2–2      | TNG Thái Nguyên                                                                 |
| ----------------------------------------------------------------------------- | -------- | ------------------------------------------------------------------------------- |
| Ngô Thị Hạnh (8) 5' · Chương Thị Kiều (19) 42' · Trần Thị Thùy Trang (14) 76' | Chi tiết | Nguyễn Thị Đăng (10) 35', 89' · Hoàng Thị Thảo (18) 66' · Vũ Thị Nhung (89) 92' |

| Phong Phú Hà Nam              | 1–0      | Than Khoáng Sản Việt Nam |
| ----------------------------- | -------- | ------------------------ |
| Nguyễn Thị Tuyết Dung (7) 52' | Chi tiết |                          |

### Vòng 2
| Hà Nội II                                                                  | 0–1      | Thành phố Hồ Chí Minh                                      |
| -------------------------------------------------------------------------- | -------- | ---------------------------------------------------------- |
| Thái Thị Thảo (9) 25' · Hoàng Thị Hải Yến (1) 37' · Bùi Thị Trang (22) 72' | Chi tiết | Trần Nguyễn Bảo Châu (18) 66' · Trần Thị Hồng Lĩnh (6) 72' |

| Hà Nội I                                           | 2–2      | Than Khoáng Sản Việt Nam                        |
| -------------------------------------------------- | -------- | ----------------------------------------------- |
| Nguyễn Thị Muôn (7) 9' · Nguyễn Thị Xuyến (26) 19' | Chi tiết | Nguyễn Thị Hạnh (13) 21' · Trần Thị Thu (7) 56' |

| Phong Phú Hà Nam                                                                               | 3–0      | TNG Thái Nguyên |
| ---------------------------------------------------------------------------------------------- | -------- | --------------- |
| Lê Thu Thanh Hương (23) 6', 85' · Nguyễn Thi Tuyết Dung (7) 13' · Nguyễn Thị Kim Thoa (19) 18' | Chi tiết |                 |

### Vòng 3
| TNG Thái Nguyên | 0–3      | Hà Nội I                                              |
| --------------- | -------- | ----------------------------------------------------- |
|                 | Chi tiết | Nguyễn Thị Muôn (7) 8', 59' · Nguyễn Thị Hòa (14) 45' |

| Than Khoáng Sản Việt Nam                                                                                      | 5–0      | Hà Nội II                                    |
| --- | -------- | -------------------------------------------- |
| Lê Thị Hoài Thu (19) 17' · Lê Thị Thương (9) 45+1' · Nguyễn Thị Mai Ngọc (15) 69', 78' · Trần Thị Thu (7) 76' | Chi tiết | Lê Thị Ngọc (12) 40' · Võ Thị Trinh (26) 43' |

| Thành phố Hồ Chí Minh | 0–1      | Phong Phú Hà Nam               |
| --------------------- | -------- | ------------------------------ |
|                       | Chi tiết | Nguyễn Thị Tuyết Dung (23) 60' |

### Vòng 4
| Hà Nội II                   | 2–3      | TNG Thái Nguyên                                                                             |
| --------------------------- | -------- | ------------------------------------------------------------------------------------------- |
| Nguyễn Thị Mừng (5) 8', 16' | Chi tiết | Nguyễn Thị Mỹ Hảo (7) 13' (ph.l.n) · Nguyễn Thị Đăng (10) 64' · Nguyễn Hương Giang (19) 83' |

| Hà Nội I              | 1–0      | Phong Phú Hà Nam |
| --------------------- | -------- | ---------------- |
| Vũ Thị Nhung (21) 73' | Chi tiết |                  |

| Than Khoáng Sản Việt Nam | 0–1      | Thành phố Hồ Chí Minh   |
| ------------------------ | -------- | ----------------------- |
|                          | Chi tiết | Phan Thị Trang (10) 56' |

### Vòng 5
| Phong Phú Hà Nam                   | 2–1      | Hà Nội II                 |
| ---------------------------------- | -------- | ------------------------- |
| Nguyễn Thị Tuyết Dung (7) 13', 55' | Chi tiết | Nguyễn Thị Mỹ Hảo (7) 82' |

| TNG Thái Nguyên          | 1–1      | Than Khoáng Sản Việt Nam |
| ------------------------ | -------- | ------------------------ |
| Nguyễn Thị Đăng (10) 12' | Chi tiết | Nguyễn Thị Hạnh (13) 18' |

| Thành phố Hồ Chí Minh                                                              | 1–1      | Hà Nội I |
| ---------------------------------------------------------------------------------- | -------- | --- |
| Trần Thị Kim Hồng (7) 80' · Trần Thị Thùy Trang (14) 86' · Phan Thị Trang (10) 87' | Chi tiết | Phạm Hải Yến (12) 86' · Nguyễn Thị Muôn (7) 7' · Nguyễn Thị Nga (2) 28' · Nguyễn Thị Xuyến (26) 30' · Nguyễn Thị Thành (11) 54' |

### Vòng 6
| Hà Nội I | 4–1      | Hà Nội II             |
| --- | -------- | --------------------- |
| Phạm Hải Yến (12) 13' · Nguyễn Thị Hòa (14) 16' · Nguyễn Thị Muôn (7) 24' · Nguyễn Thị Xuyến (26) 62' · Nguyễn Thị Thành (11) 29' · Nguyễn Thị Xuyến (26) 40' · Nguyễn Thị Muôn (7) 43' · Nguyễn Thị Nga (2) 79' | Chi tiết | Thái Thị Thảo (9) 33' |

| TNG Thái Nguyên                                  | 1–0      | Thành phố Hồ Chí Minh         |
| ------------------------------------------------ | -------- | ----------------------------- |
| Nguyễn Thị Đăng (10) 88' · Ngô Thị Hiền (21) 85' | Chi tiết | Nguyễn Thị Ngọc Hiếu (24) 85' |

| Than Khoáng Sản Việt Nam | 2–1      | Phong Phú Hà Nam                                    |
| --- | -------- | --------------------------------------------------- |
| Phạm Hoàng Quỳnh (8) 17' · Nguyễn Thị Hạnh (13) 37' · Nhiêu Thùy Linh (3) 58' · Nguyễn Diễm Hằng (22) 88' · Vũ Thị Ngân (23) 94' | Chi tiết | Nguyễn Thị Liễu (18) 73' · Nguyễn Thị Ngọc (30) 16' |

### Vòng 7
| Hà Nội I                                                                          | 3–1      | TNG Thái Nguyên                                         |
| --------------------------------------------------------------------------------- | -------- | ------------------------------------------------------- |
| Nguyễn Thị Minh Nguyệt (25) 39' · Nguyễn Thị Hòa (14) 57' · Phạm Hải Yến (12) 73' | Chi tiết | Nguyễn Thị Hương (17) 67' · Đoàn Thị Thanh Tâm (14) 27' |

| Hà Nội II             | 1–3      | Phong Phú Hà Nam                                                                           |
| --------------------- | -------- | ------------------------------------------------------------------------------------------ |
| Thái Thị Thảo (9) 91' | Chi tiết | Phạm Thị Hồng Cúc (27) 18' · Hoàng Thị Loan (2) 71' (ph.l.n) · Lê Thu Thanh Hương (23) 87' |

| Than Khoáng Sản Việt Nam | 0–0      | Thành phố Hồ Chí Minh |
| ------------------------ | -------- | --------------------- |
| Vũ Thị Ngân (23) 32'     | Chi tiết |                       |

### Vòng 8
| Thành phố Hồ Chí Minh                                                                | 3–0      | Hà Nội II |
| ------------------------------------------------------------------------------------ | -------- | --------- |
| Trần Thị Hồng Lĩnh (6) 27' · Chương Thị Kiều (19) 52' · Trần Thị Thùy Trang (14) 68' | Chi tiết |           |

| Phong Phú Hà Nam                                                                                              | 2–0      | Hà Nội I                                                    |
| --- | -------- | ----------------------------------------------------------- |
| Nguyễn Thị Kim Thoa (11) 11' · Nguyễn Thị Tuyết Dung (19) 40' · Vũ Thị Thúy (16) 24' · Phạm Thị Tươi (22) 75' | Chi tiết | Nguyễn Thị Kim Tiến (16) 79' · Nguyễn Thị Ngọc Anh (15) 82' |

| TNG Thái Nguyên | 0–0      | Than Khoáng Sản Việt Nam |
| --------------- | -------- | ------------------------ |
|                 | Chi tiết |                          |

### Vòng 9
| Hà Nội I | 5–1      | Thành phố Hồ Chí Minh                                    |
| --- | -------- | -------------------------------------------------------- |
| Nguyễn Thị Muôn (7) 10' · Nguyễn Thị Ngọc Anh (15) 54' · Nguyễn Thị Hòa (14) 57' · Nguyễn Thị Minh Nguyệt (25) 65' · Phạm Hải Yến (12) 84' · Phùng Thị Nhung (17) 30' · Bùi Thúy An (5) 45+1' | Chi tiết | Trần Thị Hồng Lĩnh (6) 32' · Trương Thị Phụng (23) 45+1' |

| Hà Nội II                | 0–2      | Than Khoáng Sản Việt Nam                        |
| ------------------------ | -------- | ----------------------------------------------- |
| Hoàng Thị Quỳnh (16) 66' | Chi tiết | Nguyễn Thị Hạnh (12) 26' · Vũ Thị Ngân (23) 36' |

| Phong Phú Hà Nam                                    | 1–1      | TNG Thái Nguyên        |
| --------------------------------------------------- | -------- | ---------------------- |
| Vũ Thị Thúy (16) 41' · Nguyễn Thị Hồng Cúc (27) 25' | Chi tiết | Nguyễn Hải Hòa (2) 78' |

### Vòng 10
| Than Khoáng Sản Việt Nam                       | 0–1      | Hà Nội I                                       |
| ---------------------------------------------- | -------- | ---------------------------------------------- |
| Vũ Thị Ngân (23) 73' · Nhiêu Thùy Linh (3) 88' | Chi tiết | Trịnh Thị Hoàn (8) 90+3' · Bùi Thúy An (5) 90' |

| TNG Thái Nguyên                 | 2–1      | Hà Nội II                |
| ------------------------------- | -------- | ------------------------ |
| Nguyễn Thị Đăng (10) 25', 90+2' | Chi tiết | Nguyễn Thị Mỹ Hảo (7) 8' |

| Thành phố Hồ Chí Minh | 1–2      | Phong Phú Hà Nam                                   |
| --------------------- | -------- | -------------------------------------------------- |
| Huỳnh Như (9) 57'     | Chi tiết | Lê Thu Thanh Hương (23) 18' · Vũ Thị Thúy (27) 87' |

## Bảng xếp hạng
| TT | Đội            | Trận | Thắng | Hòa | Thua | Hiệu số | Điểm |
| 1  | Hà Nội I       | 10   | 7     | 2   | 1    | 24-9    | 23   |
| 2  | PP Hà Nam      | 10   | 7     | 1   | 2    | 16-7    | 22   |
| 3  | Than KSVN      | 10   | 3     | 4   | 3    | 12-7    | 13   |
| 4  | GT Thái Nguyên | 10   | 3     | 4   | 3    | 11-16   | 13   |
| 5  | TP Hồ Chí Minh | 10   | 3     | 3   | 4    | 10-12   | 12   |
| 6  | Hà Nội II      | 10   | 0     | 0   | 10   | 7-29    | 0    |

## Kết quả tổng hợp
- Đội Vô địch: Hà Nội I
- Đội thứ Nhì: Phong Phú Hà Nam
- Đội thứ Ba: Than KSVN
- Đội đoạt giải phong cách: Phong Phú Hà Nam
- Cầu thủ xuất sắc nhất: Nguyễn Thị Tuyết Dung (Phong Phú Hà Nam)
- Thủ môn xuất sắc nhất: Nguyễn Thị Thanh Hảo (Than KSVN)
- Cầu thủ ghi nhiều bàn thắng nhất: Nguyễn Thị Muôn (Hà Nội I, 6 bàn), Nguyễn Thị Đăng (TNG Thái Nguyên, 6 bàn)